# Región de Anseba
Anseba es una región (zoba) de Eritrea, en la parte oeste del país. Su capital es Keren y tiene un área de unos 23.000 km². Su población es de aproximadamente 621.000 habitantes.